# Kim, el doctor romántico 2
Romantic Doctor, Teacher Kim 2 (Hangul: 낭만닥터 김사부2; RR: Nangmandakteo Kimsaboo 2) también conocida como Dr. Romantic 2, es una serie de televisión surcoreana transmitida del 6 de enero del 2020 hasta el 25 de febrero del 2020 a través de SBS. La serie es la secuela de Romantic Doctor, Teacher Kim transmitida del 2016 al 2017.

## Sinopsis
La serie está ambientada en un pequeño y humilde hospital llamado "Doldam Hospital". Ahí trabaja el extraño Boo Yong-joo (apodado como el profesor Kim), un médico genio, que funge como mentor de los otros médicos y trabajadores del hospital, aunque no le gusta socializar con los demás.
Junto a él trabajan: Cha Eun-jae, una estudiante de segundo año del departamento de cardiocirugía que disfruta estudiar y ha recorrido con confianza el camino de un estudiante de élite durante la mayor parte de su vida y Seo Woo-jin, un compañero cínico de segundo año que no cree en la felicidad debido a sus dificultades mientras crecía, pero que demuestra impresionantes niveles de concentración y talento cuando realiza una cirugía.
Cuando Cha Eun-jae y Seo Woo-jin conocen al inusual doctor "Profesor Kim", comenzarán a crecer como humanos y médicos con mayor experiencia. mientras que la relación entre Eun-jae y Woo-jin se profundizará.

## Reparto[8]

### Personajes principales[9]
| Actor          | Personaje        | Ocupación | Nº de episodios | Notas |
| -------------- | ---------------- | --------- | --------------- | --- |
| Han Suk-kyu    | Dr. Boo Yong-joo | Doctor    | 16              | También conocido como el "Profesor Kim" y médico del hospital Doldam. |
| Ahn Hyo-seop   | Dr. Seo Woo-jin  | Doctor    | 16              | Es un cínico médico de segundo año del hospital Doldam, con excelentes habilidades para la cirugía que no cree en la felicidad. Está enamorado de Cha Eun-jae y después de revelarle sus sentimientos comienza a salir con ella. |
| Lee Sung-kyung | Dra. Cha Eun-jae | Doctora   | 16              | Es una atractiva, inteligente y confiada médica de segundo año del departamento de cardiocirugía del hospital Doldam, que nunca ha experimentado el desánimo o el fracaso. Más tarde comienza a salir con el doctor Seo Woo-jin. |

### Personajes recurrentes[18]

#### Personal del Hospital Doldam
| Actor          | Personaje            | Ocupación                        | Nº de episodios | Notas |
| -------------- | -------------------- | -------------------------------- | --------------- | --- |
| Kim Min-jae    | Enfro. Park Eun-tak  | Enfermero                        | 16              | Es un joven enfermero del hospital Doldam, responsable, justo y afectuoso. Cuando conoce al doctor Boo Yong-joo este lo guía hacia su profesión y desde entonces estudió en la escuela de enfermería y ahora trabaja bajo el cargo de Yong-joo. Poco después comienza a salir con Yoon Ah-reum. |
| Yoon Na-moo    | Dr. Jung In-soo      | Especialista de Emergencia       | 16              | Es un médico especialista y experto de emergencia que fue enviado al Hospital Doldam. Aunque la mayoría del personal médico que vino del Hospital Geodae se ha ido, él ha mantenido su lugar en el hospital durante tres años. |
| Shin Dong-wook | Dr. Bae Moon-jung    | Cirujano Ortopédico              | 16              | Es un médico especialista en ortopedia del hospital Doldam, quien sabe todo sobre los 206 huesos del cuerpo y es conocido por su obsesión con su trabajo. A pesar de ser un cirujano ortopédico que no tiene mucha experiencia con cirugías de emergencia, es el primero en ayudar cuando hay una situación de emergencia. Moon-jung atrae la atención de muchas mujeres debido a su aspecto y modales, sin embargo él está más interesado en los huesos que en las mujeres. Rápidamente se convierte en amigo y confidente de Seo Woo-jin y más tarde le revela que había estado casado solo por un mes, después de descubrir que su padre le había ofrecido dinero a su novia para que se casara con él. |
| Jin Kyung      | Enfra. Oh Myung-shim | Enfermera                        | 16              | Es la obediente y trabajadora enfermera en jefe del hospital Doldam. |
| Im Won-hee     | Jang Ki-tae          | -                                | 16              | Es el indeciso jefe de administración del hospital Doldam. |
| Byun Woo-min   | Nam Do-il            | Anestesiólogo                    | 16              | Es el anestesiólogo independiente del hospital Doldam, un hombre de buen corazón. |
| Yoon Bora      | Enfra. Joo Hyung-mi  | Enfermera                        | -               | Es la enfermera más joven del hospital Doldam, quien se encuentra en su tercer año, es una joven observadora, rápida con las manos y ordenada en su trabajo. Está orgullosa de su trabajo y se esfuerza por cuidar de los pacientes, por lo que no le gusta que la ignoren o que otros se entrometan en su territorio. |
| Kim Hong-pa    | Yeo Woon-yeong       | Especialista en Medicina Interna | -               | Es un especialista en medicina interna y el director del hospital. Es conocido por su corazón generoso y su personalidad tranquila, aunque rara vez habla cuando ocurren problemas. Sufre de cáncer y más tarde muere pacíficamente en el hospital Doldam, rodeado de todas las personas que lo apreciaban, lo que deja a todos destrozados. |
| So Joo-yeon    | Yoon Ah-reum         | -                                | -               | Es una estudiante de medicina en su cuarto año, que se está preparando para tomar sus exámenes de medicina de emergencia. Es prima del doctor Do In-beom y más tarde comienza a salir con el enfermero Park Eun-tak. |
| Jung Ji-ahn    | Uhm Hyun-jung        | Enfermera                        | -               | Es una enfermera de la sala de emergencias del hospital Doldam. |
| Lee Gyu-ho     | Mr. Gu               | Enfermero                        | -               | Es el Jefe de Administración del hospital. |
| Kim Yong-jin   | Jefe Lee             | Enfermera                        | -               | Es una enfermera de la sala de emergencias del hospital Doldam. |
| Moon Ah-ram    | -                    | Enfermero                        | -               | Es un enfermero de urgencias del hospital Doldam. |
| Jo Jung-yoon   | -                    | Enfermero                        | -               | Es un enfermero de urgencias del hispital Doldam. |

#### Personal del Hospital Geodae
| Actor               | Personaje     | Ocupación     | Nº de episodios | Notas |
| ------------------- | ------------- | ------------- | --------------- | --- |
| Kim Joo-hun         | Park Min-kook | -             | 16              | Es el responsable del centro de pruebas de trauma de emergencia en el Hospital Doldam. Está interesado en el puesto de asistente del director del hospital, por lo que constantemente choca con el doctor Boo Yong-joo, luego de convertirse en el director del hospital Doldam y bajo el mano de Do Yoon-wan intenta desacreditar al hospital y al doctor Yong-joo sin éxito. A pesar de que más tarde durante una confrontación con Yong-joo finalmente revela su verdadera personalidad narcisista y deshonesta, Yong-joo aún confía en él como médico y le pide que se haga cargo de las cirugías del hospital durante tres meses, mientras él se recupera de la cirugía en su mano, por lo que Min-kook acepta y después de darse cuenta de que Yong-joo aún cree en él, decide quedarse trabajando en el hospital. |
| Park Hyo-joo        | Shim Hye-jin  | Anestesióloga | 16              | Es una anestesióloga controladora y ferozmente protectora del hospital Geodae, que es contratada como miembro del personal del centro de pruebas de Park Min-kook. Más tarde cuando se da cuenta de la verdadera personalidad de Min-kook, acepta que los miembros del hospital Doldam son buenos, trabajadores y honestos. Cuando se encuentra con Do Yoon-wan, comienza a trabajar con él en su intento por destruir al doctor Doo Yong-joo, sin éxito. |
| Go Sang-ho (고상호) | Yang Ho-joon  | Cirujano      | 16              | Es el asistente de cirugía de Park Min-gook, a quien le teme. Su lealtad por Min-gook lo lleva a seguirlo hasta el Doldam y a realizar varias acciones deshonestas para ayudarlo. Cuando descubre que Min-gook decide renunciar a su puesto como presidente del hospital Doldam, rompe la carta de resignación. Más tarde a pesar de que traiciona a Min-gook y se une a Do Yoon-wan en su intento por desprestigiar al Doldam, Mon-gook le da una segunda oportunidad y le permite conttinuar trabajando en el hospital. |
| Bae Myung-jin       | Bae Myung-jin | -             | -               | Es un enfermero de tiempo completo que ha estado trabajando en el Hospital Geodae durante ocho años y que con el tiempo ha adquirido la habilidad de poder identificar la enfermedad del paciente con sólo mirárle los ojos y los gestos. |

#### Personas de la fundación
| Actor         | Personaje       | Ocupación | Nº de episodios | Notas |
| ------------- | --------------- | --------- | --------------- | --- |
| Choi Jin-ho   | Dr. Do Yoon-wan | Médico    | -               | Es el poderoso y manipulador exdirector del hospital. Después de la muerte de Shin Myung-ho, Yoon-wan regresa tres años después de retirarse de la profesión y tomando el lugar de Myung-ho como el nuevo presidente de "Great Foundation". Aunque no es un médico sobresaliente, sus habilidades políticas son reconocidas y tiene la intención de usarlas para convertir al Hospital Doldam como él lo imagina, por lo que confabula con el doctor Park Min-kook para desacreditar al hospital Doldam y acabar con el doctor Boo Yong-joo, sin éxito. Cuando descubre que el alto mando que supuestamente lo apoyaba en sus planes, lo traiciona y decide separar al hospital Doldam del control del hospital Geodae, se enfurece y hace una rabieta. |
| Jang Hyuk-jin | Song Hyun-chul  | -         | -               | Es el jefe de centro de "Great Foundation". |

### Otros personajes
| Actor          | Personaje       | Ocupación | Episodio donde apareció | Notas |
| -------------- | --------------- | --------- | ----------------------- | --- |
| Lee Ho-cheol   | -               | -         | -                       | Es un prestamista. |
| Im Chul-soo    | -               | -         | -                       | Es un prestamista. |
| Kim Jong-tae   | Profesor Oh     | -         | -                       | Es un especialista en CS y el antiguo profesor de la doctora Cha Eun-jae. Aunque más tarde le pide regresar al Hospital Geodae, Eun-jae decide quedarse en el Hospital Doldam y sólo ayudarlo con algunas cirugías. Aunque intenta convencerla para que se quede en el hospital, Eun-jae le dice que su trabajo, amigos y corazón está en Doldam, por lo que se despide de su antiguo profesor. |
| Kang Yoo-seok  | Joon Young      | -         | -                       | Es un prisionero y paciente, cuya vida es salvada gracias a los órganos del paramédico Choi Soon-young. |
| Kim Jin        | Choi Soon-young | -         | -                       | Es paramédico y donante de órganos cuya muerte salva la vida del prisionero Joon Young. |
| Lee Ji-hyun    | -               | -         | -                       | Es la madre de Soon-young. |
| Kwon Hyeok-soo | Mr. Ryu         | -         | -                       | Es el Secretario de Defensa. |
| Kim Dong-hyun  | -               | -         | -                       | Es un hombre que es violento y abusivo con su esposa. |
| Ji Hye-won     | Seo Se-young    | Enfermera | 9-10                    | [ 26 ] |

### Apariciones especiales
| Actor          | Personaje      | Ocupación | Episodio donde apareció | Notas |
| -------------- | -------------- | --------- | ----------------------- | --- |
| Joo Hyun       | Shin Myung-ho  | -         | 1                       | |
| Yang Se-jong   | Dr. Do In-beom | -         | 10, 14-15               | Es el hijo de Do Yoon-wan, quien gracias al apoyo del doctor Boo Yong-joo, quien fungió como su mentor, pasó de ser una persona amargada y egoísta a cálida y desinteresado. Im-beom regresa al hospital para investigar los procedimientos que el hospital llevó a cabo durante la operación del paciente Kang Ik-joon, sin embargo In-beom ayuda a Yong-joo y le avisa que en realidad es un pretexto de su padre para buscar algún error en los procedimientos del hospital y así cerrarlo. Poco después realiza una operación junto al doctor Seo Woo-jin y antes de irse le pide que en lo que él regresa, cuide del hospital y de la gente que trabaja y es atendida ahí. Es primo de la doctora Yoon Ah-reum. |
| Son Sang-yeon  | Kang Ik-joon   | -         | 11, 15                  | Es un paciente VIP, que se enamora de Cha Eun-jae, cuando la conoce y constantemente la está invitando a salir, a pesar de que ella lo rechaza. Más tarde durante su operación, muere. |
| Kang Hyung-suk | -              | -         | 15                      | Es el hermano de Kang Ik-joon. |
| Seo Young      | Gerente Joo    | -         | 12 - 13                 | |
| Jung Hyun-joon | -              | -         | 13                      | Es el hijo de Lee Dong-woo. |
| Jeong Bo-seok  | -              | -         | 15 - 16                 | Es el padre de Bae Moon-jeong y el presidente de una compañía de préstamos, a quien el padre de Seo Woo-jin, le debía. Cuando Moon-jeong descubre que su padre le había ofrecido a la hija de un asambleísta a quien patrocinaba dinero para que se casara con él, decide alejarse de su padre, harto de ser usado para su conveniencia. |
| Kim Hye-eun    | Shin Hyun-jung | -         | 16                      | Después de que su padre dejara en su testamento que si quería su fortuna, el Hospital Doldam debía dejar de estar bajo el mando del Hospital Geodae, Hyun-jung acepta y le da los papeles del hospital al doctor Boo Yong-joo, lo que enfurece a Do Yoon-wan. |

## Episodios
La serie está conformada por 16 episodios, los cuales fueron emitidos todos los lunes y martes a las 22:00-23:10hrs. (KST).

### Audiencia[49]
Los números en color rojo indican las calificaciones más bajas, mientras que los números en azul indican las calificaciones más altas.
| No. de episodio | Parte    | Fecha de emisión        | Título                                                                      | Participación de promedio de audiencia | Participación de promedio de audiencia | Participación de promedio de audiencia | Participación de promedio de audiencia |
| No. de episodio | Parte    | Fecha de emisión        | Título                                                                      | AGB Nielsen                            | AGB Nielsen                            | TNmS                                   |                                        |
| No. de episodio | Parte    | Fecha de emisión        | Título                                                                      | Escala Nacional                        | Seúl                                   | Escala Nacional                        |                                        |
| --------------- | -------- | ----------------------- | --------------------------------------------------------------------------- | -------------------------------------- | -------------------------------------- | -------------------------------------- | -------------------------------------- |
| 1               | 1        | 6 de enero de 2020      | Rainmaker                                                                   | 10.8% (5.ª)                            | 11.4% (5.ª)                            | 10.2% (8.ª)                            |                                        |
| 1               | 2        | 6 de enero de 2020      | Rainmaker                                                                   | 14.9% (3.ª)                            | 15.5% (2.ª)                            | 13.3% (4.ª)                            |                                        |
| 2               | 1        | 7 de enero de 2020      | Mechanism of Accident (사고기전)                                            | 13.2% (3.ª)                            | 14.3% (3.ª)                            | 12.6% (5.ª)                            |                                        |
| 2               | 2        | 7 de enero de 2020      | Mechanism of Accident (사고기전)                                            | 18.0% (2.ª)                            | 19.3% (1.ª)                            | 17.0% (3.ª)                            |                                        |
| 3               | 1        | 13 de enero de 2020     | Undefined Setting Value (미확인 설정값)                                     | 11.3% (5.ª)                            | 11.8% (4.ª)                            | 11.4% (7.ª)                            |                                        |
| 3               | 2        | 13 de enero de 2020     | Undefined Setting Value (미확인 설정값)                                     | 17.2% (2.ª)                            | 17.7% (2.ª)                            | 16.6% (3.ª)                            |                                        |
| 4               | 1        | 14 de enero de 2020     | Utilizing Conflict (갈등활용법)                                             | 15.4% (3.ª)                            | 15.8% (3.ª)                            | 14.4% (4.ª)                            |                                        |
| 4               | 2        | 14 de enero de 2020     | Utilizing Conflict (갈등활용법)                                             | 19.9% (1.ª)                            | 20.6% (1.ª)                            | 18.2% (2.ª)                            |                                        |
| 5               | 1        | 20 de enero de 2020     | A Living Friday Night (살아있는 금요일의 밤)                                | 14.8% (3.ª)                            | 15.1% (3.ª)                            | 13.7% (4.ª)                            |                                        |
| 5               | 2        | 20 de enero de 2020     | A Living Friday Night (살아있는 금요일의 밤)                                | 17.6% (2.ª)                            | 18.0% (1.ª)                            | 17.1% (3.ª)                            |                                        |
| 6               | 1        | 21 de enero de 2020     | Placebo                                                                     | 15.5% (3.ª)                            | 15.9% (3.ª)                            | 15.1% (4.ª)                            |                                        |
| 6               | 2        | 21 de enero de 2020     | Placebo                                                                     | 18.6% (2.ª)                            | 18.9% (1.ª)                            | 18.2% (2.ª)                            |                                        |
| 7               | 1        | 27 de enero de 2020     | The Line That Should Be Protected... (지켜야 할 선(線), 지키지 못한 선(善)) | 13.0% (5.ª)                            | 13.7% (3.ª)                            | 11.8% (6.ª)                            |                                        |
| 7               | 2        | 27 de enero de 2020     | The Line That Should Be Protected... (지켜야 할 선(線), 지키지 못한 선(善)) | 18.0% (2.ª)                            | 18.3% (2.ª)                            | 16.8% (2.ª)                            |                                        |
| 8               | 1        | 28 de enero de 2020     | Walk of Respect                                                             | 16.5% (3.ª)                            | 17.0% (3.ª)                            | 15.8% (4.ª)                            |                                        |
| 8               | 2        | 28 de enero de 2020     | Walk of Respect                                                             | 20.7% (1.ª)                            | 20.9% (1.ª)                            | 19.5% (2.ª)                            |                                        |
| 9               | 1        | 3 de febrero de 2020    | Trauma                                                                      | 14.4% (4.ª)                            | 15.3% (3.ª)                            | 14.9% (5.ª)                            |                                        |
| 9               | 2        | 3 de febrero de 2020    | Trauma                                                                      | 18.2% (2.ª)                            | 18.5% (2.ª)                            | 18.0% (3.ª)                            |                                        |
| 10              | 1        | 4 de febrero de 2020    | The Effects of an Adequate Amount of Anxiety (적정 불안 효과)               | 17.7% (3.ª)                            | 18.5% (3.ª)                            | 16.7% (4.ª)                            |                                        |
| 10              | 2        | 4 de febrero de 2020    | The Effects of an Adequate Amount of Anxiety (적정 불안 효과)               | 20.8% (2.ª)                            | 21.8% (1.ª)                            | 19.3% (2.ª)                            |                                        |
| 11              | 1        | 10 de febrero de 2020   | Minimum Boundaries (최소한의 경계선)                                        | 17.7% (3.ª)                            | 18.9% (3.ª)                            | 16.7% (4.ª)                            |                                        |
| 11              | 2        | 10 de febrero de 2020   | Minimum Boundaries (최소한의 경계선)                                        | 20.8% (2.ª)                            | 21.5% (1.ª)                            | 18.6% (3.ª)                            |                                        |
| 12              | 1        | 11 de febrero de 2020   | An Error of Exchange of Equivalents (등가교환의 오류)                       | 17.4% (3.ª)                            | 17.8% (3.ª)                            | 16.4% (4.ª)                            |                                        |
| 12              | 2        | 11 de febrero de 2020   | An Error of Exchange of Equivalents (등가교환의 오류)                       | 21.9% (1.ª)                            | 22.1% (2.ª)                            | 18.8% (2.ª)                            |                                        |
| 13              | 1        | 17 de febrero de 2020   | Defense Mechanism (방어기제)                                                | 18.0% (3.ª)                            | 19.3% (3.ª)                            | 16.6% (4.ª)                            |                                        |
| 13              | 2        | 17 de febrero de 2020   | Defense Mechanism (방어기제)                                                | 22.7% (1.ª)                            | 23.9% (1.ª)                            | 19.0% (3.ª)                            |                                        |
| 14              | 1        | 18 de febrero de 2020   | Selective Dyslexia (선택적 난독증)                                          | 19.3% (3.ª)                            | 20.2% (2.ª)                            | 18.2% (4.ª)                            |                                        |
| 14              | 2        | 18 de febrero de 2020   | Selective Dyslexia (선택적 난독증)                                          | 23.4% (1.ª)                            | 23.8% (1.ª)                            | 21.6% (2.ª)                            |                                        |
| 15              | 1        | 24 de febrero de 2020   | Rapport; Trust Relationship (라뽀; 신뢰관계)                                | 19.4% (3.ª)                            | 20.8% (2.ª)                            | 18.5% (4.ª)                            |                                        |
| 15              | 2        | 24 de febrero de 2020   | Rapport; Trust Relationship (라뽀; 신뢰관계)                                | 23.7% (1.ª)                            | 24.5% (1.ª)                            | 22.2% (2.ª)                            |                                        |
| 16              | 1        | 25 de febrero de 2020   | Koi's Law (코이의 법칙)                                                     | 21.1% (4.ª)                            | 21.9% (3.ª)                            | 20.6% (5.ª)                            |                                        |
| 16              | 2        | 25 de febrero de 2020   | Koi's Law (코이의 법칙)                                                     | 25.4% (2.ª)                            | 25.6% (2.ª)                            | 23.1% (3.ª)                            |                                        |
| 16              | 3        | 25 de febrero de 2020   | Koi's Law (코이의 법칙)                                                     | 27.1% (1.ª)                            | 27.2% (1.ª)                            | 24.4% (1.ª)                            |                                        |
| Promedio        | Promedio | Promedio                | Promedio                                                                    | %                                      | %                                      | %                                      |                                        |
| Especial        | 1        | 30 de diciembre de 2019 | Dr. Romantic After 3 Years (낭만닥터 김사부 그후 3년)                       | 5.6% (18.ª)                            | 5.5% (20.ª)                            | 5.4% (20.ª)                            |                                        |
| Especial        | 2        | 30 de diciembre de 2019 | Dr. Romantic After 3 Years (낭만닥터 김사부 그후 3년)                       | 7.6% (11.ª)                            | 7.9% (9.ª)                             | 6.9% (16.ª)                            |                                        |
| Especial        | 3        | 30 de diciembre de 2019 | Dr. Romantic After 3 Years (낭만닥터 김사부 그후 3년)                       | 5.3% (20.ª)                            | 5.6% (17.ª)                            | 4.4% (NR)                              |                                        |

## Música
El OST De la serie es producido por YAMYAM Entertainment:

### Parte 1
| No. | Intérprete     | Título                         | Letra                     | Música                       | Duración |
| --- | -------------- | ------------------------------ | ------------------------- | ---------------------------- | -------- |
| 1   | Byun Baek-hyun | "My Love" (너를 사랑하고 있어) | Ji Hoon y Jeon Chang-yeop | Choi In-hwan y Lee Seung-joo | 3:15     |
| 2   | -              | "My Love" (Inst.)              | -                         | Choi In-hwan y Lee Seung-joo | 3:15     |

### Parte 2
| No. | Intérprete | Canción                          | Letra | Música    | Duración |
| --- | ---------- | -------------------------------- | ----- | --------- | -------- |
| 1   | Gummy      | "Your Day" (너의 하루는 좀 어때) | -     | Rocoberry | 3:31     |
| 2   | -          | "Your Day" (Inst.)               | -     | Rocoberry | 3:31     |

### Parte 3
| No. | Intérpretes      | Título                    | Letra                            | Música    | Duración |
| --- | ---------------- | ------------------------- | -------------------------------- | --------- | -------- |
| 1   | Chanyeol & Punch | "Go Away Go Away"         | Punch, Ji Hoon y Jeon Chang-yeop | Rocoberry | 3:50     |
| 2   | -                | "Go Away Go Away" (Inst.) | -                                | -         | -        |

### Parte 4
| No. | Intérprete | Título                      | Letra                            | Música                              | Duración |
| --- | ---------- | --------------------------- | -------------------------------- | ----------------------------------- | -------- |
| 1   | Heize      | "That's All" (다 그렇지 뭐) | Heize, Ji Hoon y Jeon Chang-yeop | Heize, Lee Seung-joo y Choi In-hwan | 3:10     |
| 2   | -          | "That's All" (Inst.)        | -                                | -                                   | -        |

### Parte 5
| No. | Intérprete | Título                         | Letra                     | Música                             | Duración |
| --- | ---------- | ------------------------------ | ------------------------- | ---------------------------------- | -------- |
| 1   | Yang Da-il | "Love" (사랑 이토록 어려운 말) | Ji Hoon y Jeon Chang-yeop | Summer(Chansline) y Hwang Chan-hee | 3:47     |
| 2   | -          | "Love" (Inst.)                 | -                         | -                                  | -        |

### Parte 6
| No. | Intérpretes | Título                               | Letra                     | Música        | Duración |
| --- | ----------- | ------------------------------------ | ------------------------- | ------------- | -------- |
| 1   | Mamamoo     | "I Miss You" (자꾸 더 보고싶은 사람) | Ji Hoon y Jeon Chang-yeop | Lee Seung-joo | 4:26     |
| 2   | -           | "I Miss You" (Inst.)                 | -                         | -             | -        |

### Parte 7
| No. | Intérpretes | Título                      | Letra                     | Música    | Duración |
| --- | ----------- | --------------------------- | ------------------------- | --------- | -------- |
| 1   | Monday Kiz  | "You Don't Know" (모르시죠) | Ji Hoon y Jeon Chang-yeop | Rocoberry | 3:36     |
| 2   | -           | "You Don't Know" (Inst.)    | -                         | -         | -        |

### Parte 8
| No. | Intérprete | Título                | Letra                     | Música    | Duración |
| --- | ---------- | --------------------- | ------------------------- | --------- | -------- |
| 1   | Chungha    | "My Love" (나의 그대) | Ji Hoon y Jeon Chang-yeop | Rocoberry | 3:36     |
| 2   | -          | "My Love" (Inst.)     | -                         | -         | -        |

## Premios y nominaciones
| Año  | Categoría                                              | Premio                   | Nominado (a)                     | Resultado |
| ---- | ------------------------------------------------------ | ------------------------ | -------------------------------- | --------- |
| 2021 | Best OST                                               | 30th Seoul Music Award   | "My Love" de Byun Baek-hyun      | Nominado  |
| 2020 | Excellence Award, Actor in a Miniseries Action Drama   | 28th SBS Drama Award     | Ahn Hyo-seop                     | Ganó      |
| 2020 | Excellence Award, Actress in a Miniseries Action Drama | 28th SBS Drama Award     | Lee Sung-kyung                   | Ganó      |
| 2020 | Best Supporting Actor                                  | 28th SBS Drama Award     | Kim Joo-hun                      | Ganó      |
| 2020 | Best Supporting Actress                                | 28th SBS Drama Award     | Jin Kyung                        | Ganó      |
| 2020 | Best Supporting Team                                   | 28th SBS Drama Award     | "Romantic Doctor, Teacher Kim 2" | Nominados |
| 2020 | Best Couple Award                                      | 28th SBS Drama Award     | Ahn Hyo-seop y Lee Sung-kyung    | Nominados |
| 2020 | Best New Actress                                       | 28th SBS Drama Award     | So Joo-yeon                      | Ganó      |
| 2020 | Best New Actor                                         | 7th APAN Star Award      | Ahn Hyo-seop                     | Nominado  |
| 2020 | Top Excellence Award, Actress in a Miniseries          | 7th APAN Star Award      | Lee Sung-kyung                   | Nominada  |
| 2020 | Best OST                                               | 1st APAN Music Award     | "My Love" de Baekhyun            | Ganó      |
| 2020 | AAA Best Actress                                       | 5th Asia Artist Award    | Lee Sung-kyung                   | Ganó      |
| 2020 | AAA Best Actor                                         | 5th Asia Artist Award    | Ahn Hyo-seop                     | Ganó      |
| 2020 | Best New Actor                                         | 56th Baeksang Arts Award | Ahn Hyo-seop                     | Ganó      |

## Producción
La serie también es conocida como "Romantic Doctor Kim 2" y/o "Romantic Doctor Kim Sa Bu 2".
Fue dirigida por Yoo In-shik, quien contó con el apoyo de la guionista Kang Eun-kyung.
La primera lectura de guion fue realizada en septiembre del 2019 en "SBS Ilsan Production Studios" en Goyang, Provincia de Gyeonggi, Corea del Sur.
La serie contó con el apoyo de la compañía de producción "Samhwa Networks".
En septiembre de 2021 se anunció que la SBS estaba en pláticas para renovar la serie para una tercera temporada, con el regreso de los actores Han Suk-kyu, Ahn Hyo-seop y del director Yoo In-shik.

### Recepción
La serie ha su estreno ha recibido muy buenos comentarios, entre ellos ha sido elogiado por las actuaciones, la química y el buen ambiente entre los actores.
A pesar de que el 17 de febrero del 2020 se había anunciado que tanto el elenco como el personal de producción se iría de vacaciones el 27 de febrero del mismo año a Saipan por 3 días y 4 noches como recompensa por su arduo trabajo y por haber obtenido calificaciones de audiencia muy altas, el 26 de febrero del mismo año se anunció que se había decidido cancelar el viaje como prevención debido al creciente aumento de personas infectadas con la epidemia de neumonía por coronavirus.
En marzo del 2020 el elenco de la serie envío mensajes de apoyo para todos los trabajadores de salud que se encuentran luchando contra el coronavirus.